# Trackslistan
Trackslistan oder Tracks war eine wöchentliche Hörfunksendung des Programms P3 von Sveriges Radio. Die schwedische Hitparade wurde erstmals am 8. September 1984 ausgestrahlt. Tracks war Nachfolger der Poporama. Miterfinder und erster Moderator war Kaj Kindvall. Im September 2010 wurde das Ende der Sendung nach der Ausstrahlung für Februar 2011 bekanntgegeben.

## Inhalt
Im Unterschied zu den strikten Regeln der Svensktoppen, in denen ausschließlich schwedische Künstler vertreten sind, fanden sich in Trackslistan Musik aus aller Welt. Die Hitparade bestand aus 20 Liedern, zusätzlich wurden ebenso viele Neuvorstellungen gespielt, dazu drei „Bubblar“, die knapp als Neuvorstellungen der Vorwoche scheiterten.
Die Hörer der Tracks stimmten über ihre 20 favorisierten Songs ab, zum Start der Sendung mit Brief oder Postkarte, später per Telefon und schließlich durch das Internet. Gesendet wurde Trackslistan von SR Östergötland in Norrköping. Im Sommer hatte das Programm Pause und wird durch die Sommartoppen vertreten.

## Tracks im Fernsehen
Der Fernsehsender SVT produzierte nach 2000 drei Jahre wöchentlich die Sendung als Fernsehshow. Zu den Sendungen wurden Musiker eingeladen, um ihre Songs live vorzustellen.

## Wissenswertes
- Sounds Like a Melody von Alphaville war in den Tracks die erste Nummer eins.
- Live Tomorrow von Laleh platzierte sich mit 26 Wochen am längsten in den Tracks.
- Das Lied mit dem längsten Titel (60 Buchstaben) war Jag hatar att jag älskar dig och jag älskar dig så mycket att jag hatar mig von Håkan Hellström.

## Erfolgreichste Interpreten
- Stand 8. September 2008[2]

1. Madonna
2. Roxette
3. Kent
4. Pet Shop Boys
5. The Ark
6. Bryan Adams
7. Håkan Hellström
8. Depeche Mode
9. R.E.M.
10. E-Type